# التغير المناخي في هولندا

تقع زيلاند على بعد حوالي 150 كيلومترًا من أمستردام، وتتكون من نظام معقد من الجزر وشبه الجزيرة والممرات المائية.

باتت تأثيرات التغير المناخي في هولندا تظهر اليوم على البلاد بوضوح. إذ ارتفع متوسط درجة الحرارة فيها بنحو درجتين مئويتين من عام 1906 إلى 2017.
تحتل هولندا المرتبة الرابعة بأكبر معدل انبعاثات غاز ثاني أكسيد الكربون للفرد الواحد في الاتحاد الأوروبي. أدت هذه التغييرات إلى زيادة وتيرة الجفاف وموجات الحر. تُعتبر هولندا معرضة بشدة لارتفاع مستوى سطح البحر، وذلك لأن أجزاء منها مستصلحة من البحر أو قريبة من مستوى سطحه. حددت الحكومة الهولندية أهدافًا لخفض الانبعاثات في العقود القادمة. كانت الاستجابة الهولندية لتغير المناخ مدفوعة بعدد من العوامل الخاصة، بما في ذلك خطط أوسع في مجال التعافي الأخضر طرحها الاتحاد الأوروبي في مواجهة كوفيد-19 وملف التقاضي بشأن تغير المناخ، متمثلًا بقضية دولة هولندا ضد مؤسسة أورجندا، التي عملت على فرض تخفيف إلزامي لآثار تغير المناخ من خلال خفض الانبعاثات بنسبة 25% دون مستويات عام 1990. في نهاية عام 2018، انخفضت انبعاثات ثاني أكسيد الكربون بنسبة 15% مقارنة بمستويات عام 1990. يتمثل هدف الحكومة الهولندية بتقليل الانبعاثات في عام 2030 بنسبة 49%.

## التأثيرات على البيئة الطبيعية
ارتفعت درجة الحرارة بمعدل درجة مئوية واحدة على مستوى العالم خلال المئة والثلاثين عامًا الماضية، بينما ارتفع متوسط درجة الحرارة في هولندا بمقدار 1.7 درجة مئوية خلال المدة ذاتها. وارتفع مستوى سطح البحر بمقدار 20 سم.

### تغيرات درجات الحرارة والطقس
شهد العقدان الماضيان لوحدهما فقط أعلى خمس معدلات لأعلى درجة حرارة مسجلة خلال عام، إذ بلغ متوسط درجة الحرارة الأعلى في عام 2014 نحو 11.7 درجة مئوية. خلال 121 عامًا الماضية، احتفظ المعهد الملكي الهولندي للأرصاد الجوية بسجل لموجات الحر في هولندا، فحدثت 29 موجة حر منذ ذلك الحين، و14 موجة حر في آخر 21 عامًا. حدثت خمس موجات حر خلال السنوات الثلاث الماضية، إذ شهد عاما 2018 و2019 موجتي حر في كل منهما. سُجلت درجة حرارة قياسية بلغت 40.7 درجة مئوية في خيلزه آن راين، أثناء موجة الحر الأولى لعام 2019. كانت موجات الحر في السنوات الماضية أشد من المتوقع. إذ توقع العلماء أن ترتفع درجات الحرارة بمقدار 1.5 درجة مئوية خلال أي موجة حر، ولكن عند قياسها في الواقع بلغ مقدارها 3 درجات مئوية.
شهد صيف 2018 جفافًا كبيرًا. إذ سجل عام 2018 انخفاضًا في الهطولات المطرية بلغ 309 ملم، فكان من بين أكثر 5 سنوات تشهد أدنى نسبٍ للهطول المطري في هولندا. كان للجفاف تأثير أكبر في المناطق الداخلية وقل تأثيره في المناطق الساحلية. شهد عام 2019 أيضًا جفافًا شديدًا فاق المعتاد.
ازداد هطول الأمطار السنوي بنسبة 8% بين عامي 1961 و2020، فكان معظمه خلال الشتاء، وازداد هطول الأمطار في الصيف أيضًا، في حين شهد فصل الربيع انخفاضًا في النسبة، وتوقفت زيادة الهطولات المطرية في معظمها منذ عام 2000. تناقص عدد الأيام التي سجلت درجة حرارة دنيا أقل من صفر درجة مئوية، بمقدار أسبوعين سنويًا في نفس الفترة، وانخفض عدد الأيام التي سجلت درجة حرارة قصوى تحت صفر درجة مئوية بمقدار 5 أيام سنويًا.

### ارتفاع مستوى سطح البحر
ارتفع مستوى سطح البحر ما بين 12 و20 سم من عام 1902 حتى 2010. وازداد المعدل الذي يرتفع فيه مستوى سطحه. إذ تضاعفت سرعة ارتفاعه في السنوات القليلة الماضية عما كانت عليه في القرن العشرين، فازداد مستواه كل عام بين 4 و5 ملم. ما يزال معدل ارتفاع مستوى سطح البحر في ازدياد. إذ أظهرت أبحاث المعهد الملكي الهولندي للأرصاد الجوية أنه في أسوأ الاحتمالات سيرتفع مستوى سطح البحر بين 54-121 سم في عام 2100 في حال تضاعفت انبعاثات ثاني أكسيد الكربون بحلول عام 2050 وارتفعت درجة الحرارة إلى 4.4 درجة مئوية في نهاية القرن. في ثاني أفضل احتمال، سيرتفع مستوى سطح البحر إلى 30-81 سم بحلول نهاية القرن إذا تحقق صافي الانبعاثات الصفري بعد عام 2050 واستقرت الحرارة على 1.8 درجة مئوية في نهاية القرن. تقول الحكومة الهولندية إن إجراءات الوقاية الحالية كافية حتى عام 2050.
ارتفاع مستوى سطح البحر في مختلف المسارات الاجتماعية والاقتصادية المشتركة بالمقارنة مع 1995 – 2014
| الزيادة في درجات الحرارة 2100                                                       | 2050     | 2100      |
| الاستقرار على 1.8 درجة مئوية (المسار الأول – 2.6)                                   | 14-38 سم | 30-81 سم  |
| بلوغ صافي الانبعاثات الصفري بحلول نهاية القرن، 2.7 درجة مئوية (المسار الثاني – 2.4) | 15-41 سم | 39-94 سم  |
| 4.4 درجة مئوية في أسوأ احتمال (المسار الخامس 8.5)                                   | 16-47 سم | 54-121 سم |

## التخفيف والتكيف

### نُهج التكيف
خططت بلدان عديدة لتدابير التكيف ومنها من شرع في ذلك. أطلقت هولندا في عام 2017، إلى جانب الفلبين واليابان والأمم المتحدة للبيئة، المركز العالمي للتميز في التكيف مع المناخ.
بدأت الحكومة الهولندية خطة تهدف إلى إنشاء أكثر من 200 محطة لإعادة شحن السيارات الكهربائية في جميع أنحاء البلاد، التزامًا منها بالاستدامة البيئية. وستتولى شركة الطاقة والتشغيل الآلي إيه بي بي ومقرها سويسرا وشركة فاستند الهولندية بدء التشغيل، وستهدف إلى توفير محطة واحدة على الأقل في دائرة نصف قطرها 50 كيلومترًا (30 ميلًا) من كل منزل في هولندا.
تنفذ وكالة التراث الثقافي الهولندية برنامجًا حول المياه والتراث لتوفير المعلومات التي يمكن أن تكون مفيدة للخدمات المدنية في التخطيط المكاني وتوضح كيفية استخدام البيانات الأثرية والتحليل التاريخي في المشاكل الحالية والمستقبلية التي تواجه إدارة المياه.

### السياسات والتشريعات
أبرمت الحكومة الهولندية العديد من اتفاقيات المناخ، كان من بينها:
- اتفاقية الأمم المتحدة الإطارية بشأن تغير المناخ عام 1992
- بروتوكول كيوتو عام 1997 (كان بروتوكول كيوتو ساريًا بين عامي 2008 و2012، وتمثلت أهدافه بخفض الانبعاثات العالمية بنسبة 8% اعتبارًا من عام 1990. وكانت غاية هولندا المتعلقة بانبعاثات غازات الدفيئة بين عامي 2008 و2012 إحداث تغيير بمقدار -6% في الانبعاثات من سنة الأساس (1990)، فكانت النتيجة -6.3%)
- اتفاقية باريس في عام 2015

#### اتفاقية باريس
تُعتبر اتفاقية باريس معاهدة دولية ملزمة قانونًا. يتمثل هدفها الرئيسي الحد من الاحتباس الحراري لما يقل عن 1.5 درجة مئوية، مقارنة بمستويات ما قبل الصناعة. تُعرف المساهمات المحددة وطنيًا بأنها خطط لمكافحة تغير المناخ وتكون متناسبة مع كل بلد. يحدد كل طرف في الاتفاقية أهدافه المختلفة بناءً على سجلاته المناخية التاريخية وظروفه، وترِد أهداف كل دولة في خطة المساهمات المحددة وطنيًا الخاصة بها.
في استراتيجيات التنمية طويلة المدى لانبعاثات غازات الدفيئة المنخفضة، اختارت هولندا التركيز على هدف رئيسي واحد، وهو خفض انبعاثات غازات الاحتباس الحراري بنسبة 49% بحلول عام 2030. وكهدف مرحلي لقانون المناخ، يتوجب على هولندا تخفيض انبعاثات غازات الاحتباس الحراري بنسبة 95% بحلول عام 2050 مقارنة بعام 1990.